# Башлийски чукар
Башлийски чукар е гранитен връх в северния дял на Пирин планина. Висок е 2683 метра. Разположен е на къс рид, който започва от връх Бъндеришки чукар в направление юг-югозапад и разделя циркусите Малко Спано поле и Башлийски.
Западният склон на Башлийски чукар представлява подковообразна отвесна стена с височина над 200 метра. По нея има прокаран катерачен тур от категория 5а. На изток склоновете на върха са полегати и скалисти в по-високата си част, а по-ниските части са обрасли с клек.
На юг Башлийски чукар се снижава плавно към денудационната заравненост Атмегдан. Северният склон на върха води през къса седловина до съседния връх Бъндеришки чукар. Седловината е стръмна по западните си склонове и значително по-полегата по източните, като е проходима и в двете посоки.
Гледани от изток откъм главното било, върховете Башлийски чукар и Бъндеришки чукар имат характерен и запомнящ се вид. Те образуват остър и стръмен вторичен циркус, отворен на изток. В неговата основа е разположено второто по височина и първо по дълбочина езеро в Башлийския циркус.
Двата върха оформят втори вложен циркус, отворен в посока запад към основния циркус Малко Спано поле. В долната му част е разположено Малоспанополското езеро.
По време на Възродителния процес върхът е преименуван на Главнишки чукар. Въпреки че това име фигурира във всички нови туристически карти, не успява да се наложи сред туристите.
Башлийски чукар може да бъде изкачен лесно откъм разположеното на североизток Башлийско езеро или през седловината на север от върха. Изходни пунктове за Башлийски чукар са хижите Яне Сандански и Беговица и заслон Спано поле.